# エルミオーネ

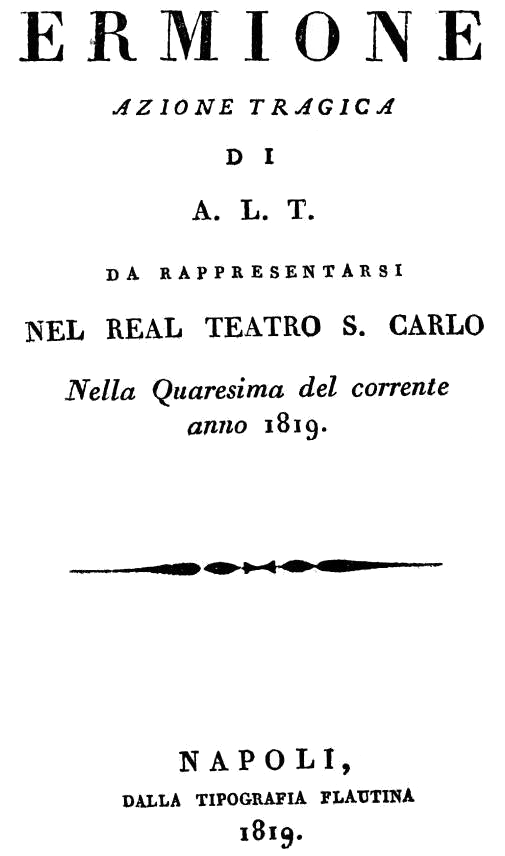
1819年のリブレット

『エルミオーネ』（イタリア語: Ermione）は、ジョアキーノ・ロッシーニが作曲した2幕からなる悲劇オペラ（アツィオーネ・トラジカ）で、1819年にナポリで初演された。ジャン・ラシーヌ『アンドロマック』（1667年）を原作とする。ロッシーニの生前には成功せず忘れられていたが、1987年に再演されて以来しばしば上演される作品になっている。

## 概要
物語はエウリピデス『アンドロマケー』に題材をとっているが、このギリシア悲劇を直接原作とするのではなく、ラシーヌ『アンドロマック』（1667年）を元にしてアンドレア・レオーネ・トットラがリブレットを書いた。ラシーヌはエウリピデスの原作に大幅に変更を加えており、トットラはそれに従っている。ラシーヌの劇との主要な違いは、話の重点をアンドロマカ（アンドロマケー）からエルミオーネ（ヘルミオネー）に移した点と、オレステ（オレステース）の人格づけにある。
1819年3月27日にナポリのサン・カルロ劇場で初演されたが、名歌手を揃えたにもかかわらず失敗に終わった。この作品は3月から4月にかけて5回だけ上演された:58。
150年間にわたって忘れられた作品だったが、1977年にシエーナで演奏会形式で蘇演された。舞台形式での上演は1987年のペーザロ・ロッシーニ音楽祭で行われ、傑作であることが知られるようになった:58。1990年代にはいると大々的にリバイバル上演されるようになった:271。

## 登場人物
- アンドロマカ（アンドロマケー、アルト）- トロイアの将軍ヘクトールの未亡人。
- アスティアナッテ（アステュアナクス、黙役）- ヘクトールの遺児。
- ピッロ（ネオプトレモス、テノール）- エピルス王、アキレウスの子。
- エルミオーネ（ヘルミオネー、ソプラノ）- ピッロの婚約者、ヘレネーの娘。
- オレステ（オレステース、テノール）- ギリシアからの使者、アガメムノンの子。エルミオーネを愛しているが報われない。
- ピラーデ（ピュラデース（英語版）、テノール）- オレステの友人。
- フェニーチョ（ポイニクス、バス）- ピッロの師。
- クレオーネ（ソプラノ）- エルミオーネの親友。
- チェフィーザ（ソプラノ）- アンドロマカの親友。
- アッターロ（テノール）- ピッロの家臣。

## あらすじ
舞台はエピルス王ピッロの宮殿。トロイア戦争でトロイアの将軍ヘクトールはアキレウスに敗北して死に、トロイアは陥落、人々は捕虜になっていた。失なわれた栄光を嘆く彼らの合唱が序曲にまじって聞こえてくる。

### 第1幕
捕虜たちのもとにやってきたアンドロマカは、息子のアスティアナッテに亡夫の面影が見えると歌う（カヴァティーナ「Mia denizia!」）。しかし彼女は息子から引きはなされる。
エルミオーネはピッロの心がアンドロマカに向いていることを怒る。ピッロと激しい言いあいになるが（二重唱「Non proseguir! comprendo」）、ピッロの心は変わらない。そこへオレステがギリシアからの使者としてエピルスに到着したことを合唱が告げる。
オレステが登場する(Reggia abborrita!)。彼はエルミオーネに対する恋心を抑えきれないが、ピラーデにたしなめられる（二重唱「Ah! come nascondere」）。ピッロにむかってオレステは、アスティアナッテを生かしておいたら必ず仇討ちするだろうと言い、彼を殺すように求める。それを聞いたピッロは怒り、捕虜のことは偉大なアキレウスの子である自分が好きなように決めるといって拒絶し、その一方でアンドロマカに言いより、エルミオーネを捨てる(Balena in man del figlio)。
エルミオーネがひとりでいるところにオレステがやってきて苦しい愛を歌う。ピッロが一同を集め、アスティアナッテをギリシア人の手に引きわたすことに同意する。これはピッロの手管だったが、息子を助けるため、やむを得ずアンドロマカはピッロに譲歩しようとする。エルミオーネは激怒、他の登場人物もそれぞれ自分の立場を歌って幕となる。

### 第2幕
アンドロマカが結婚を承諾したために有頂天になったピッロは、アスティアナッテを自分の子として育てることにする（アンドロマカとピッロの二重唱「Ombra del caro sposo」）。アンドロマカは息子の安全が確認されたら亡夫に貞節を尽すために自殺しようと考える。
エルミオーネが現れてアンドロマカを侮辱する。アンドロマカが去ると、エルミオーネは彼女が結婚式に向かったと考えて嘆くが、まだピッロのことを思い切れず、自分の愛をピッロに伝えるようにフェニーチョに告げる(Essa corre al trionfo!)。クレオーネに対してもエルミオーネは傷ついた愛を歌う(Amata, l'amai)。ピッロとアンドロマカの婚礼の合唱が聞こえてくるとエルミオーネは絶望し(Un'empia mel rapì!)、復讐のみを望む。
エルミオーネははオレステに短剣を渡し、自分に対する愛のあかしとしてピッロを殺すように唆し、オレステが去った後に猛烈なカバレッタを歌う(Se a me nemiche o stelle)。
ピッロがアスティアナッテを殺さなかったことに怒ったギリシアがエピルスを攻撃しに来ることをピラーデはフェニーチェに告げる（二重唱「A così trista immagine」）。
エルミオーネは、自分が本当に望んだことはピッロを悔い改めさせることであって殺すことではなかったと後悔する。オレステが現れ、アスティアナッテを王位継承者としたことに怒ったギリシア人たちにピッロが襲われたことを伝え、彼を刺した血まみれの短剣をエルミオーネに渡す。なおもオレステではなくピッロを愛しつづけるエルミオーネは復讐の女神の名を呼んでオレステを滅ぼすことを求める。王を殺されたエピルス人たちが復讐のために立ちあがるが、ピラーデたちは絶望するオレステを連れて逃げる。エルミオーネは気絶する。